# Cross Road (Album)
Cross Road – The Best of Bon Jovi (engl. für: Querstraße – Das Beste von Bon Jovi) ist das erste Kompilationsalbum der US-amerikanischen Rockband Bon Jovi. Es wurde 1994 veröffentlicht und brachte mit den zwei neuen Songs, Always und Someday I’ll Be Saturday Night, zwei erfolgreiche Singleauskopplungen hervor.
Weltweit wurden bis heute über 21 Millionen Kopien von Cross Road verkauft, was es zu einem der erfolgreichsten Alben der Welt macht.

## Musikalischer Inhalt
Das Album beinhaltet die erfolgreichsten Hits der Band. Der Aufbau ist dabei Bon-Jovi-typisch: schnelle, rockige Lieder unterbrochen durch kraftvolle Balladen. Die Zusammenstellung fand bei Fans der Gruppe positiven Anklang, und auch bei Kritiken schneidet das Album nicht schlecht ab.
Mit Blaze of Glory befindet sich außerdem auch ein Solo-Song von Jon Bon Jovi auf dem Album.

## Titelliste

### Internationale Editionen
1. Livin’ on a Prayer (4:11) (Jon Bon Jovi, Richie Sambora, Desmond Child) (von Slippery When Wet)
2. Keep the Faith (5:45) (Bon Jovi, Sambora, Child) (von Keep the Faith)
3. Someday I’ll Be Saturday Night (4:38) (Bon Jovi, Sambora, Child)
4. Always (5:52) (Bon Jovi)
5. Wanted Dead or Alive (5:07) (Bon Jovi, Sambora) (von Slippery When Wet)
6. Lay Your Hands on Me (5:58) (Bon Jovi, Sambora) (von New Jersey)
7. You Give Love a Bad Name (3:43) (Bon Jovi, Sambora, Child) (von Slippery When Wet)
8. Bed of Roses (6:34) (Bon Jovi) (von Keep The Faith)
9. Blaze of Glory (5:40) (Bon Jovi) (von Blaze of Glory)
10. In These Arms (5:12) (Bon Jovi, Sambora, David Bryan) (von Keep the Faith)
11. Bad Medicine (5:14) (Bon Jovi, Sambora, Child) (von New Jersey)
12. I’ll Be There for You (5:41) (Bon Jovi, Sambora) (von New Jersey)
13. In and out of Love (4:23) (Bon Jovi) (von 7800° Fahrenheit)
14. Runaway (3:50) (Bon Jovi, George Karak) (von Bon Jovi)
15. Never Say Goodbye (4:49) (Bon Jovi, Sambora) (von Slippery When Wet)

### Nordamerikanische Editionen
1. Livin’ on a Prayer (4:11) (Bon Jovi, Sambora, Child) (von Slippery When Wet)
2. Keep the Faith (5:45) (Bon Jovi, Sambora, Child) (von Keep the Faith)
3. Someday I’ll Be Saturday Night (4:38) (Bon Jovi, Sambora, Child)
4. Always (5:52) (Bon Jovi)
5. Wanted Dead or Alive (5:07) (Bon Jovi, Sambora) (von Slippery When Wet)
6. Lay Your Hands on Me (5:58) (Bon Jovi, Sambora) (von New Jersey)
7. You Give Love a Bad Name (3:43) (Bon Jovi, Sambora, Child) (von Slippery When Wet)
8. Bed of Roses (6:34) (Bon Jovi) (von Keep The Faith)
9. Blaze of Glory (5:40) (Bon Jovi) (von Blaze of Glory)
10. Prayer ’94 (5:17) (Bon Jovi, Sambora, Child)
11. Bad Medicine (5:14) (Bon Jovi, Sambora, Child) (von New Jersey)
12. I’ll Be There for You (5:41) (Bon Jovi, Sambora) (von New Jersey)
13. In and out of Love (4:23) (Bon Jovi) (von 7800° Fahrenheit)
14. Runaway (3:50) (Bon Jovi, Karak) (von Bon Jovi)

### Japanische Editionen
1. Livin’ on a Prayer (4:11) (Bon Jovi, Sambora, Child) (von Slippery When Wet)
2. Keep the Faith (5:45) (Bon Jovi, Sambora, Child) (von Keep the Faith)
3. Someday I’ll Be Saturday Night (4:38) (Bon Jovi, Sambora, Child)
4. Always (5:52) (Bon Jovi)
5. Wanted Dead or Alive (5:07) (Bon Jovi, Sambora) (von Slippery When Wet)
6. Lay Your Hands on Me (5:58) (Bon Jovi, Sambora) (von New Jersey)
7. You Give Love a Bad Name (3:43) (Bon Jovi, Sambora, Child) (von Slippery When Wet)
8. Bed of Roses (6:34) (Bon Jovi) (von Keep The Faith)
9. Blaze of Glory (5:40) (Bon Jovi) (von Blaze of Glory)
10. Tokyo Road (5:42) (Bon Jovi, Sambora) (von 7800° Fahrenheit)
11. Bad Medicine (5:14) (Bon Jovi, Sambora, Child) (von New Jersey)
12. I’ll Be There for You (5:41) (Bon Jovi, Sambora) (von New Jersey)
13. In and out of Love (4:23) (Bon Jovi) (von 7800° Fahrenheit)
14. Runaway (3:50) (Bon Jovi, Karak) (von Bon Jovi)
15. Never Say Goodbye (4:49) (Bon Jovi, Sambora) (von Slippery When Wet)

### Bonus-CD der Sound & Vision Edition von 2005
1. The Radio Saved My Life Tonight (5:08) (Bon Jovi, Sambora)
2. Wild in the Streets (3:55) (Bon Jovi)
3. Diamond Ring (3:46) (Bon Jovi, Sambora, Child)
4. Good Guys Don’t Always Wear White (4:30) (Bon Jovi, Sambora)
5. The Boys Are Back in Town (4:04) (Phil Lynott)
6. Edge of a Broken Heart (4:35) (Bon Jovi, Sambora, Child)
7. Postcards from the Wasteland (4:24) (Bon Jovi)
8. Blood on Blood (Live) (6:49) (Bon Jovi, Sambora)
9. Let It Rock (5:23) (Bon Jovi, Sambora)
10. Starting All Over Again (3:44) (Bon Jovi, Sambora)
11. Blood Money (Live) (2:27) (Bon Jovi)
12. Save a Prayer (5:56) (Bon Jovi, Sambora)
13. Lucky (3:47) (Bon Jovi, Sambora, Marti Frederiksen)
14. Why Aren’t You Dead? (3:32) (Bon Jovi, Sambora, Child)
15. Raise Your Hands (4:15) (Bon Jovi, Sambora)

### Titelliste der japanischen Special Edition von 1998

#### CD1
1. Livin’ on a Prayer (4:11) (Bon Jovi, Sambora, Child) (von Slippery When Wet)
2. Keep the Faith (5:45) (Bon Jovi, Sambora, Child) (von Keep the Faith)
3. Someday I’ll Be Saturday Night (4:38) (Bon Jovi, Sambora, Child)
4. Always (5:52) (Bon Jovi)
5. Wanted Dead or Alive (5:07) (Bon Jovi, Sambora) (von Slippery When Wet)
6. Lay Your Hands on Me (5:58) (Bon Jovi, Sambora) (von New Jersey)
7. You Give Love a Bad Name (3:43) (Bon Jovi, Sambora, Child) (von Slippery When Wet)
8. Bed of Roses (6:34) (Bon Jovi) (von Keep The Faith)
9. Blaze of Glory (5:40) (Bon Jovi) (von Blaze of Glory)
10. In These Arms (5:12) (Bon Jovi, Sambora, David Bryan) (von Keep the Faith)
11. Bad Medicine (5:14) (Bon Jovi, Sambora, Child) (von New Jersey)
12. I’ll Be There for You (5:41) (Bon Jovi, Sambora) (von New Jersey)
13. In and out of Love (4:23) (Bon Jovi) (von 7800° Fahrenheit)
14. Runaway (3:50) (Bon Jovi, Karak)(von Bon Jovi)
15. Never Say Goodbye (4:49) (Bon Jovi, Sambora) (von Slippery When Wet)

#### CD2
1. Always (Live) (5:43) (Bon Jovi)
2. Someday I’ll Be Saturday Night (Live) (4:44) (Bon Jovi, Sambora, Child)
3. With a Little Help from My Friends (Live) (6:16) (John Lennon, Paul McCartney)
4. Good Guys Don’t Always Wear White (4:30) (Bon Jovi, Sambora)
5. Blaze of Glory (Live) (5:43) (Bon Jovi)
6. Stranger in This Town (Live) (6:39) (Sambora, Bryan)

### Coverversionen
- The Boys Are Back in Town ist eine Thin-Lizzy-Coverversion. Das Lied wurde ursprünglich 1976 auf dem Album Jailbreak veröffentlicht.
- With a Little Help from My Friends ist eine The-Beatles-Coverversion. Das Lied wurde ursprünglich 1967 auf dem Album Sgt. Pepper’s Lonely Hearts Club Band veröffentlicht.

### Wissenswertes zu den Titellisten der Standardeditionen
- Die Songs „Someday I’ll Be Saturday Night“ und „Always“ wurden erstmals auf dieser Kompilation veröffentlicht.
- Der Song „Prayer ’94“ ist eine Neueinspielung des Lieds „Livin’ on a Prayer“ und wurde erstmals auf der nordamerikanischen Edition der Kompilation veröffentlicht. Für den internationalen Markt wurde diese Neueinspielung auf der 1994 erschienenen Single Always veröffentlicht.
- Die Titellisten der internationalen, der nordamerikanischen und der japanischen Editionen unterscheiden jeweils an Position 10: Auf der internationalen Edition findet man dort „In These Arms“, auf der nordamerikanischen Edition „Prayer ’94“ und auf der japanischen Edition „Tokyo Road“. Darüber hinaus fehlt bei der nordamerikanischen Edition das abschließende Lied „Never Say Goodbye“.

### Wissenswertes zur Bonus-CD der japanischen Special Edition von 1998
- Die Liveversion von „Always“ wurde 1994 im Théâtre Saint-Denis in Montreal aufgenommen und erstmals auf der 1995 erschienenen Single Someday I’ll Be Saturday Night veröffentlicht. Im Booklet der CD ist eine falsche Datierung der Liveaufnahme angegeben: 1992 im St. Basie Theater.
- Die Liveversion von „Someday I’ll Be Saturday Night“ wurde 1994 im Fox Theatre in Atlanta aufgenommen und erstmals auf der 1995 erschienenen Single Someday I’ll Be Saturday Night veröffentlicht.
- Die Liverversion von „With a Little Help from My Friends“ wurde 1994 im Théâtre Saint-Denis in Montreal aufgenommen und erstmals auf der 1995 erschienenen Single Someday I’ll Be Saturday Night veröffentlicht. Im Booklet der CD ist eine falsche Datierung der Liveaufnahme angegeben: 1992 im St. Basie Theater.
- Der Song „Good Guys Don’t Always Wear White“ wurde ursprünglich 1994 auf dem Soundtrack zum Film Machen wir’s wie Cowboys (engl. Originaltitel: The Cowboy Way) veröffentlicht.
- Die Liveversion von „Blaze of Glory“ wurde 1992 im Count Basie Theatre in Red Bank aufgenommen und erstmals auf der 1993 erschienenen Single I’ll Sleep When I’m Dead veröffentlicht.
- Die Liveversion von „Stranger in This Town“ wurde 1993 im Count Basie Theatre in Red Bank aufgenommen und erstmals auf der 1994 erschienenen Single Dry County veröffentlicht.

### Wissenswertes zur Bonus-CD der Sound & Vision Edition von 2005
- Der Song „The Radio Saved My Life Tonight“ wurde ursprünglich 2004 auf dem Boxset 100,000,000 Bon Jovi Fans Can’t Be Wrong veröffentlicht.
- Der Song „Wild in the Streets“ wurde ursprünglich 1986 auf dem Album Slippery When Wet veröffentlicht.
- Der Song „Diamond Ring“ wurde ursprünglich 1995 auf dem Album These Days veröffentlicht.
- Der Song „Good Guys Don’t Always Wear White“ wurde ursprünglich 1994 auf dem Soundtrack zum Film Machen wir’s wie Cowboys (engl. Originaltitel: The Cowboy Way) veröffentlicht.
- Der Song „The Boys Are Back in Town“ wurde ursprünglich 1989 auf der Kompilation Stairway to Heaven/Highway to Hell veröffentlicht. Es handelt sich hierbei nicht, wie fälschlicherweise angegeben, um eine Liveversion.
- Der Song „Edge of a Broken Heart“ wurde ursprünglich 1987 auf dem Soundtrack zum Film Das Chaoten-Team (engl. Originaltitel: Disorderlies) veröffentlicht.
- Der Song „Postcards from the Wasteland“ wurde ursprünglich 2002 als japanischer Bonustrack auf dem Album Bounce veröffentlicht.
- Die Liveversion von „Blood on Blood“ wurde 1988 im Wembley-Stadion in London aufgenommen und ursprünglich auf der 1989 erschienenen Single Lay Your Hands On Me veröffentlicht.
- Der Song „Let It Rock“ wurde ursprünglich 1986 auf dem Album Slippery When Wet veröffentlicht.
- Diese Version des Songs „Starting All Over Again“ wurde ursprünglich 2004 auf dem Boxset 100,000,000 Bon Jovi Fans Can’t Be Wrong veröffentlicht. Es handelt sich hierbei also nicht um die Version, die als Bonustrack auf dem Album Keep the Faith veröffentlicht wurde.
- Die Liveversion von „Blood Money“ wurde 1993 im Count Basie Theatre in Red Bank aufgenommen und erstmals auf der 1994 erschienenen Single Dry County veröffentlicht. Im Booklet fehlt die Angabe, dass es sich um eine Liveversion handelt.
- Der Song „Save a Prayer“ wurde ursprünglich 1992 als Bonustrack auf dem Album Keep the Faith veröffentlicht.
- Der Song „Lucky“ wurde ursprünglich 2002 auf der Single Everyday veröffentlicht.
- Der Song „Why Aren’t You Dead?“ wurde ursprünglich 2004 auf dem Boxset 100,000,000 Bon Jovi Fans Can’t Be Wrong veröffentlicht.
- Der Song „Raise Your Hands“ wurde ursprünglich 1986 auf dem Album Slippery When Wet veröffentlicht.

## Informationen zu einzelnen Liedern
Die neue Version von „Livin’ on a Prayer“ namens „Prayer ’94“ spielten Bon Jovi in ähnlicher Aufmachung bereits 1989 bei den MTV Video Music Awards, zusammen mit Wanted Dead or Alive. Die Band spielt diese Version immer noch, vor allem bei besonderen Anlässen, zum Beispiel als sie am 14. November 2006 in die UK Music Hall of Fame aufgenommen wurden oder bei ihrem MTV-Unplugged-Auftritt im Juni 2007.
Das von Jon Bon Jovi geschriebene Stück „Always“ war ursprünglich für den Film Romeo Is Bleeding vorgesehen, wurde aber zurückgehalten, nachdem Jon Bon Jovi eine Vorschau des Filmes gesehen hatte und von diesem nicht positiv beeindruckt war. Von einem Freund wurde er später überredet, den Titel auf Cross Road zu veröffentlichen. Es wurde ein weltweiter Hit, erreichte Platin in den USA. In dem Musikvideo zur Single spielen Keri Russell, Jack Noseworthy, Carla Gugino und Jason Wiles mit.
In der CD-Box 100,000,000 Bon Jovi Fans Can’t Be Wrong sind die Demo-Version von „Always“ und „Someday I’ll Be Saturday Night“ enthalten.

## Kritiken
Die Kritiken fielen zumeist durchwachsen für das erste Best-of-Album aus. Im Rock-Hard-Magazin war beispielsweise folgende Kritik von Thomas Kupfer zu lesen: „Das letzte Album Keep the Faith erwies sich für Bon Jovi als zweischneidiges Schwert: In Amerika konnte man bei weitem nicht die Stückzahlen der Vorgängerscheiben absetzen, in Europa, wo sich New Jersey's Finest - wie schon andere 'große' Ami-Bands zuvor - seit jeher schwergetan hatten, entwickelte sich die Scheibe zum absoluten Bestseller. Die Best-of-Compilation Cross Road dürfte daher perfekt auf den derzeitigen Publikumsgeschmack in unseren Breitengraden zugeschnitten sein und der Band die x-te Edelmetallauszeichnung bescheren. Für Neueinsteiger, die die Karriere der Melodic-Rocker erst seit Keep the Faith verfolgen (also alle 'Rocker' unter zwölf...), ist das Album ein Muß, für Altfans hat man mit Someday I’II Be Saturday Night und der aktuellen Single Always einen zusätzlichen Kaufreiz geboten. Bei letzterer Nummer, die schon seit geraumer Zeit von den Radiosendern rauf- und runtergedudelt wird, handelt es sich um einen todsicheren Hit. Was lag da näher, als das altbekannte Balladen-Strickmuster auch bei Someday I’II Be Saturday Night anzuwenden? Eben, nichts. Daß man den Qualitätsstandard, den man normalerweise von den getragenen Bon-Jovi-Songs gewohnt ist, hier nicht erreicht, ist jedoch mehr als peinlich, zeigt es doch, daß bloße Kopiererei selten ohne Qualitätsschwankungen funktioniert.“

## Kommerzieller Erfolg

### Chartplatzierungen
Cross Road erreichte Platz 1 in sehr vielen Ländern. Das Album ist weltweit gesehen erfolgreicher als New Jersey – und damit das zweiterfolgreichste Album der Band nach Slippery When Wet. In Deutschland ist es das erfolgreichste Bon-Jovi-Album mit sechs Wochen auf Platz 1 und 66 Wochen in den Charts. Im August 2000 schaffte das Album einen Wiedereinstieg und platzierte sich weitere zwei Wochen lang in den deutschen Albumcharts.
In den österreichischen Charts hielt sich das Album 4 Wochen auf Platz 1 und 61 Wochen in den Charts und erhielt dreimal Platin.
| ChartsChartplatzierungen       | Höchstplatzierung | Wochen |
| ------------------------------ | ----------------- | ------ |
| Deutschland (GfK)              | 1 (68 Wo.)        | 68     |
| Österreich (Ö3)                | 1 (61 Wo.)        | 61     |
| Schweiz (IFPI)                 | 1 (55 Wo.)        | 55     |
| Vereinigte Staaten (Billboard) | 8 (57 Wo.)        | 57     |
| Vereinigtes Königreich (OCC)   | 1 (155 Wo.)       | 155    |

| ChartsJahrescharts (1994) | Platzierung |
| ------------------------- | ----------- |
| Deutschland (GfK)         | 21          |
| Österreich (Ö3)           | 17          |
| Schweiz (IFPI)            | 47          |

| ChartsJahrescharts (1995) | Platzierung |
| ------------------------- | ----------- |
| Deutschland (GfK)         | 11          |
| Österreich (Ö3)           | 8           |
| Schweiz (IFPI)            | 11          |

### Auszeichnungen für Musikverkäufe
In den USA erreichte das Album Siebenfach-Platin, in Kanada sogar den Diamant-Status, in Großbritannien Sechsfach-Platin und in Deutschland Doppelplatin.
| Land/Region                  | Auszeichnungen für Musikverkäufe (Land/Region, Auszeichnung, Verkäufe) | Verkäufe    |
| ---------------------------- | ---------------------------------------------------------------------- | ----------- |
| Argentinien (CAPIF)          | 4× Platin                                                              | 240.000     |
| Australien (ARIA)            | 13× Platin                                                             | 910.000     |
| Belgien (BRMA)               | 2× Platin                                                              | (100.000)   |
| Deutschland (BVMI)           | 2× Platin                                                              | (1.000.000) |
| Europa (IFPI)                | 8× Platin                                                              | 8.000.000   |
| Finnland (IFPI)              | 2× Platin                                                              | (123.354)   |
| Frankreich (SNEP)            | Platin                                                                 | (300.000)   |
| Italien (FIMI)               | 5× Platin                                                              | (500.000)   |
| Japan (RIAJ)                 | Diamant                                                                | 1.000.000   |
| Kanada (MC)                  | Diamant                                                                | 1.000.000   |
| Neuseeland (RMNZ)            | 6× Platin                                                              | 90.000      |
| Niederlande (NVPI)           | 2× Platin                                                              | (200.000)   |
| Österreich (IFPI)            | 3× Platin                                                              | (150.000)   |
| Polen (ZPAV)                 | Gold                                                                   | (50.000)    |
| Schweden (IFPI)              | Platin                                                                 | (100.000)   |
| Schweiz (IFPI)               | 3× Platin                                                              | (150.000)   |
| Spanien (Promusicae)         | 4× Platin                                                              | (400.000)   |
| Ungarn (MAHASZ)              | Gold                                                                   | (25.000)    |
| Vereinigte Staaten (RIAA)    | 7× Platin                                                              | 7.000.000   |
| Vereinigtes Königreich (BPI) | 6× Platin                                                              | (1.800.000) |
| Insgesamt                    | 2× Gold · 69× Platin · 2× Diamant ·                                    | 18.240.000  |

Hauptartikel: Bon Jovi/Auszeichnungen für Musikverkäufe

## Videoalbum
Zu dem Album erschien die passende Videozusammenstellung Cross Road, die neben bereits bekannten Musikvideos auch vier zuvor unveröffentlichte Musikvideos (Blaze of Glory – Version nur mit Jon Bon Jovi; Dry County; Miracle und Always) enthält. Das 80-minütige Video erschien offiziell nur als VHS und Video-CD, jedoch sind auch mehrere inoffiziell veröffentlichte DVD-Versionen erhältlich.
1. Livin’ on a Prayer
2. Keep the Faith
3. Wanted Dead or Alive
4. Lay Your Hands on Me
5. You Give Love a Bad Name
6. Bed of Roses
7. Blaze of Glory (Jon Bon Jovi)
8. In These Arms
9. Bad Medicine
10. I’ll Be There for You
11. Dry County
12. Living in Sin
13. Miracle (Jon Bon Jovi)
14. I Believe
15. I’ll Sleep When I’m Dead
16. Always